# Strohn
Strohn är en kommun och ort i Landkreis Vulkaneifel i förbundslandet Rheinland-Pfalz i Tyskland.
Kommunen ingår i kommunalförbundet Verbandsgemeinde Daun tillsammans med ytterligare 37 kommuner.

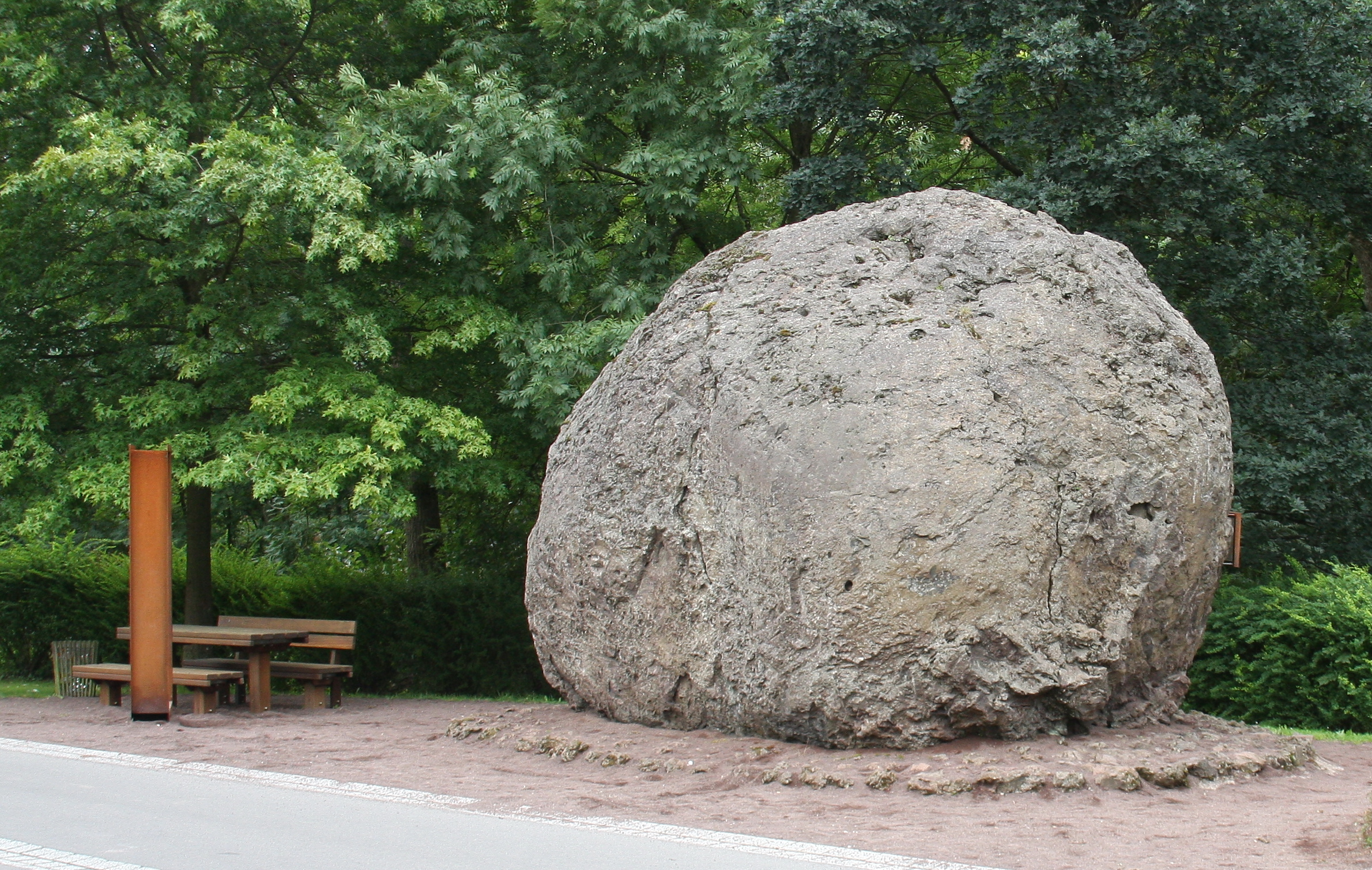
Vulkanisk bomb i Strohn, med en diameter på 5 meter och en massa på 120 ton. Det orsakades av ett vulkanutbrott 8300 f.Kr.